# St-Jean-Baptiste (Leuville-sur-Orge)

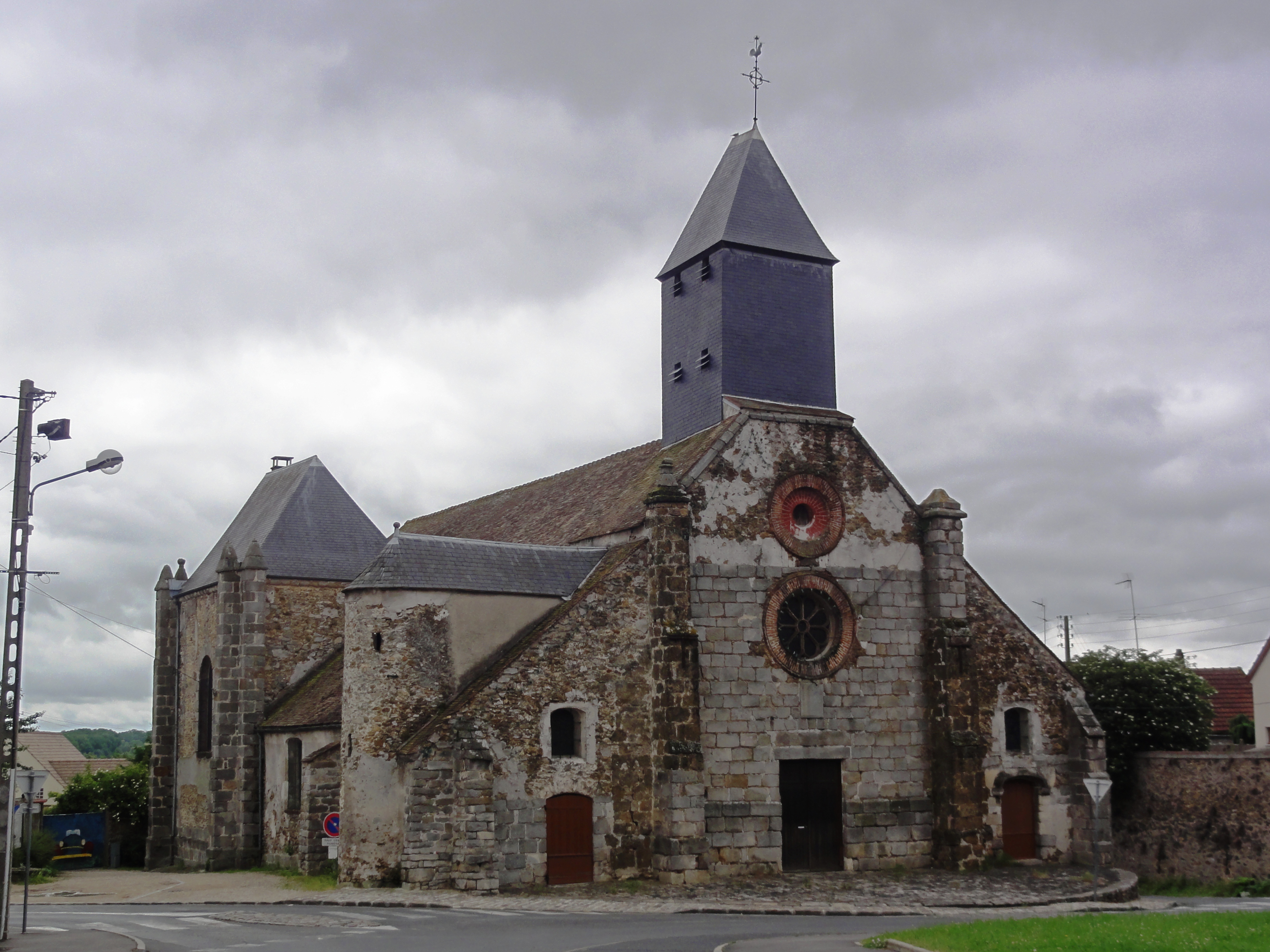
St-Jean-Baptiste in Leuville-sur-Orge

Die katholische Kirche St-Jean-Baptiste in Leuville-sur-Orge, einer französischen Gemeinde im Département Essonne in der Region Île-de-France, wurde im 13. Jahrhundert errichtet. 
Die Kirche in der Rue Georges Clemenceau, die Johannes dem Täufer geweiht ist, wurde im 19. Jahrhundert stark verändert. Die Westfassade mit der Fensterrose ist der älteste Teil. An die Saalkirche wurde 1766 seitlich eine Kapelle für den Grundherrn, den Herzog von Noailles, angebaut. Der rechteckige Glockenturm wurde im 19. Jahrhundert komplett mit Schiefer verkleidet. Der hölzerne Hauptaltar und Heiligenfiguren stammen aus dem 17. Jahrhundert. 